# Lidija Rusłanowa
Lidija Andriejewna Rusłanowa (ros. Лидия Андреевна Русланова, ur. 14 października?/27 października 1900 w guberni saratowskiej, zm. 21 września 1973 w Moskwie) – popularna wykonawczyni rosyjskich pieśni ludowych i sowieckich.

## Życiorys
Urodziła się w ubogiej rodzinie chłopskiej na wsi niedaleko Saratowa. Została ochrzczona jako Praskowia (Parascewa) Lejkina. Po śmierci matki w wieku pięciu lat trafiła do sierocińca na następne jedenaście lat. Śpiewać zaczęła we wczesnym dzieciństwie i została solistką w cerkiewnym chórze. Po opuszczeniu sierocińca i rozpoczęciu pracy w fabryce mebli została przyjęta do niedawno otwartego saratowskiego konserwatorium, jednak nauka tam nie przypadła jej do gustu. Już na początku lat 20. była zawodową artystką sceniczną w Rostowie nad Donem, następnie przeniosła się do Moskwy, gdzie zdobyła powszechne uznanie rosyjskiej publiczności.
Jej kariera umocniła się w trakcie wojny ojczyźnianej, kiedy śpiewała radzieckim żołnierzom, także w jasnych i pstrokatych kostiumach ludowych. Z radzieckim wojskiem trafiła do Berlina.
W trakcie wojny poznała swojego kolejnego męża, generała Władimira Kriukowa, podwładnego marszałka Żukowa. W nocy z 24 na 25 września 1948 roku została zatrzymana w kolejnej fali terroru stalinowskiego i oskarżona o działalność antysowiecką oraz szerzenie dekadencji w związku z ujawnionym jej majątkiem, w tym zebranymi 208 diamentami. Jej piosenki zniknęły z radia, a płyty zostały usunięte ze sklepów i wszystkie miały być zniszczone.
Od lata 1950 roku była osadzona w więzieniu. Została zwolniona 4 sierpnia 1953 roku, po śmierci Stalina. Była wychudzona, siwa i miała trudności z chodzeniem, jednakże wróciła do występów. Pochowana na Cmentarzu Nowodziewiczym w Moskwie.

## Repertuar

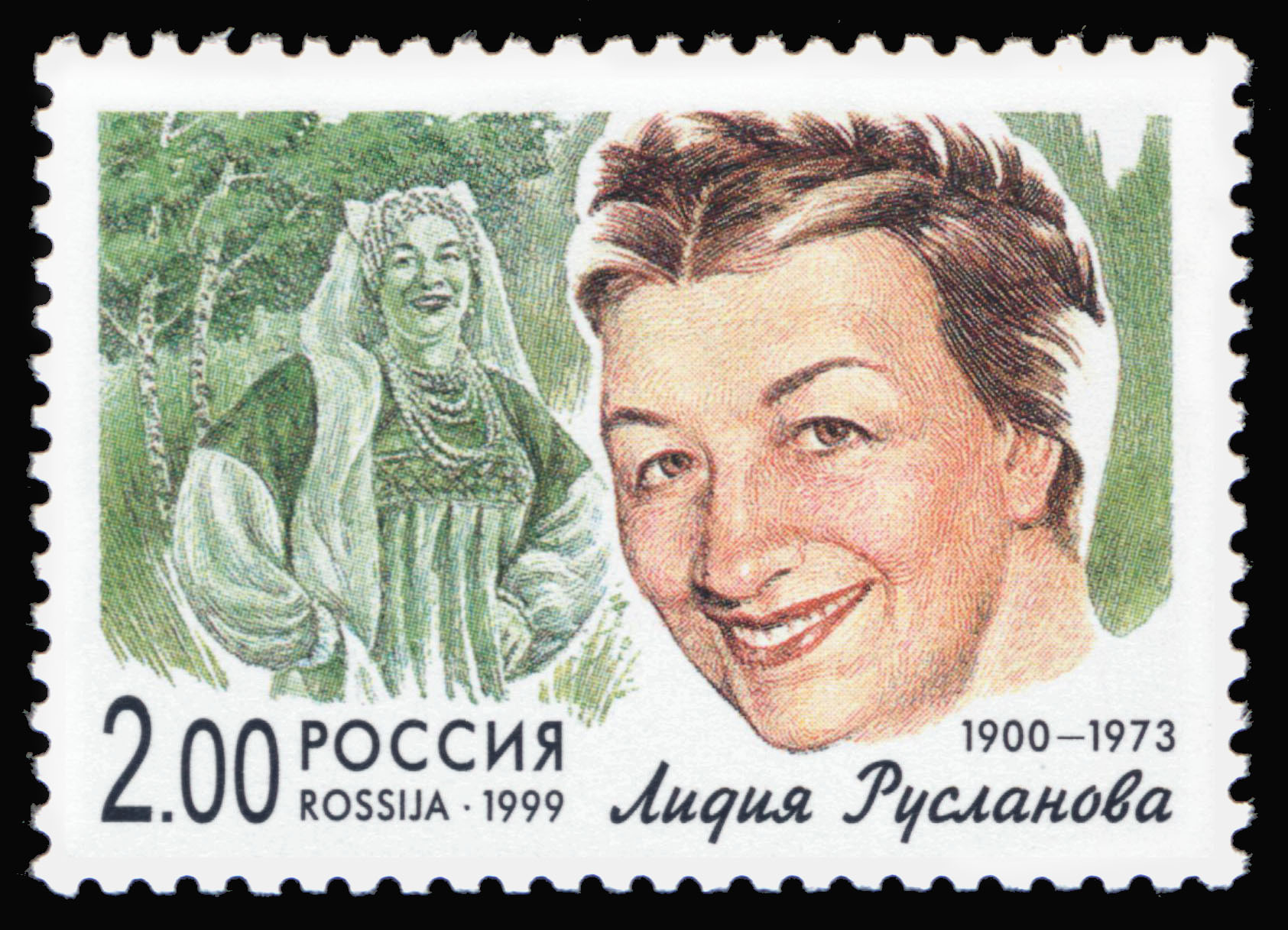
Znaczek poczty rosyjskiej z 1999 r., dwurublowy, z wizerunkiem Rusłanowej

Jej repertuar był bardzo różnorodny: śpiewała zarówno romanse, charakterystyczne dla muzyki ludowej (wczesne lata kariery), jak i współczesne standardy wykonywane przez innych estradników oraz piosenki z fabryk, żołnierskie i więzienne. Wykonywała piosenki sowieckich kompozytorów, m.in. rozsławiła piosenkę żołnierską Katiusza Błatnera.